# Kendyl Stewart
Kendyl Stewart (Newton (Massachusetts), 17 augustus 1994) is een Amerikaanse zwemster.

## Carrière
Bij haar internationale debuut, op de Pan-Pacifische kampioenschappen zwemmen 2014 in Gold Coast, veroverde Stewart de bronzen medaille op de 100 meter vlinderslag en strandde ze in de series van de 100 meter rugslag. Op de 4x100 meter wisselslag legde ze samen met Missy Franklin, Jessica Hardy en Simone Manuel beslag op de zilveren medaille.

## Internationale toernooien
| Jaar | Olympische Spelen | WK langebaan | WK kortebaan  | PanPacs                                                   |
| ---- | ----------------- | ------------ | ------------- | --------------------------------------------------------- |
| 2014 |                   |              | geen deelname | serie 100m rugslag · 100m vlinderslag · 4x100m wisselslag |

## Persoonlijke records
Bijgewerkt tot en met 23 augustus 2014
Kortebaan
| Afstand          | Tijd    | Datum            | Plaats  |
| ---------------- | ------- | ---------------- | ------- |
| 100m rugslag     | 58,33   | 21 december 2013 | Glasgow |
| 200m rugslag     | 2.06,14 | 20 december 2013 | Glasgow |
| 100m vlinderslag | 57,63   | 20 december 2013 | Glasgow |

Langebaan
| Afstand          | Tijd    | Datum            | Plaats       |
| ---------------- | ------- | ---------------- | ------------ |
| 50m rugslag      | 29,09   | 27 juni 2013     | Indianapolis |
| 100m rugslag     | 1.01,14 | 28 juni 2013     | Indianapolis |
| 200m rugslag     | 2.10,22 | 26 juni 2013     | Indianapolis |
| 50m vlinderslag  | 25,99   | 7 augustus 2014  | Irvine       |
| 100m vlinderslag | 57,82   | 23 augustus 2014 | Gold Coast   |